# Paola Dominguín
Paola González Dominguín, más conocida como Paola Dominguín (Madrid, 5 de noviembre de 1960), es una actriz, emprendedora y diseñadora de moda española.

## Biografía
Hija del torero español Luis Miguel Dominguín y de la actriz italiana Lucía Bosé, es hermana pequeña del cantante y actor hispano-italiano Miguel Bosé.
Estudió danza, mimo e interpretación en el Lycée Français de Madrid. Más tarde, logró entrar en la escuela de mimo de Marcel Marceau en París. Finalmente, se acabó dedicando al mundo de la moda y en 2005 lanzó su propia marca.
Estuvo casada con el actor español José Coronado, con quien tuvo un hijo, el actor y modelo Nicolás Coronado.
Tras su relación con Coronado, se casó con el músico Manuel Villalta con quien tuvo a una hija, Alma, separándose la pareja en 2009.
Es conocida en Italia por haber presentado el Festival de la Canción de San Remo en 1989 junto a Rosita Celentano, Danny Quinn y Gianmarco Tognazzi. Su hermano presentó la edición del año anterior junto a Beppe Grillo y Gabriella Carlucci.
Entre sus películas caben destacar California (1977) junto a Giuliano Gemma y Miguel Bosé, Bésame, tonta (1982), junto a Javier Gurruchaga y Hable con ella (2002) dirigida por Pedro Almodóvar.
El 15 de febrero de 2013 volvió al escenario del Teatro Ariston durante la cuarta velada del Festival de Sanremo, como invitada junto a los otros tres directores de la edición de 1989.

## Filmografía completa
- Hable con ella (2002)
- Todos los hombres sois iguales (1997) - Serie de TV
- Juntas, pero no revueltas (1996) - Serie de TV
- Retrato de Família (1991)
- Estación Central (1989)
- Brumal (1989)
- Identificazione di una donna (1982)
- Bésame, tonta (1982)
- L'alba (1981)
- California  (1977)
- Los libros (1974) - Serie de TV